# Lachgaseinspritzung

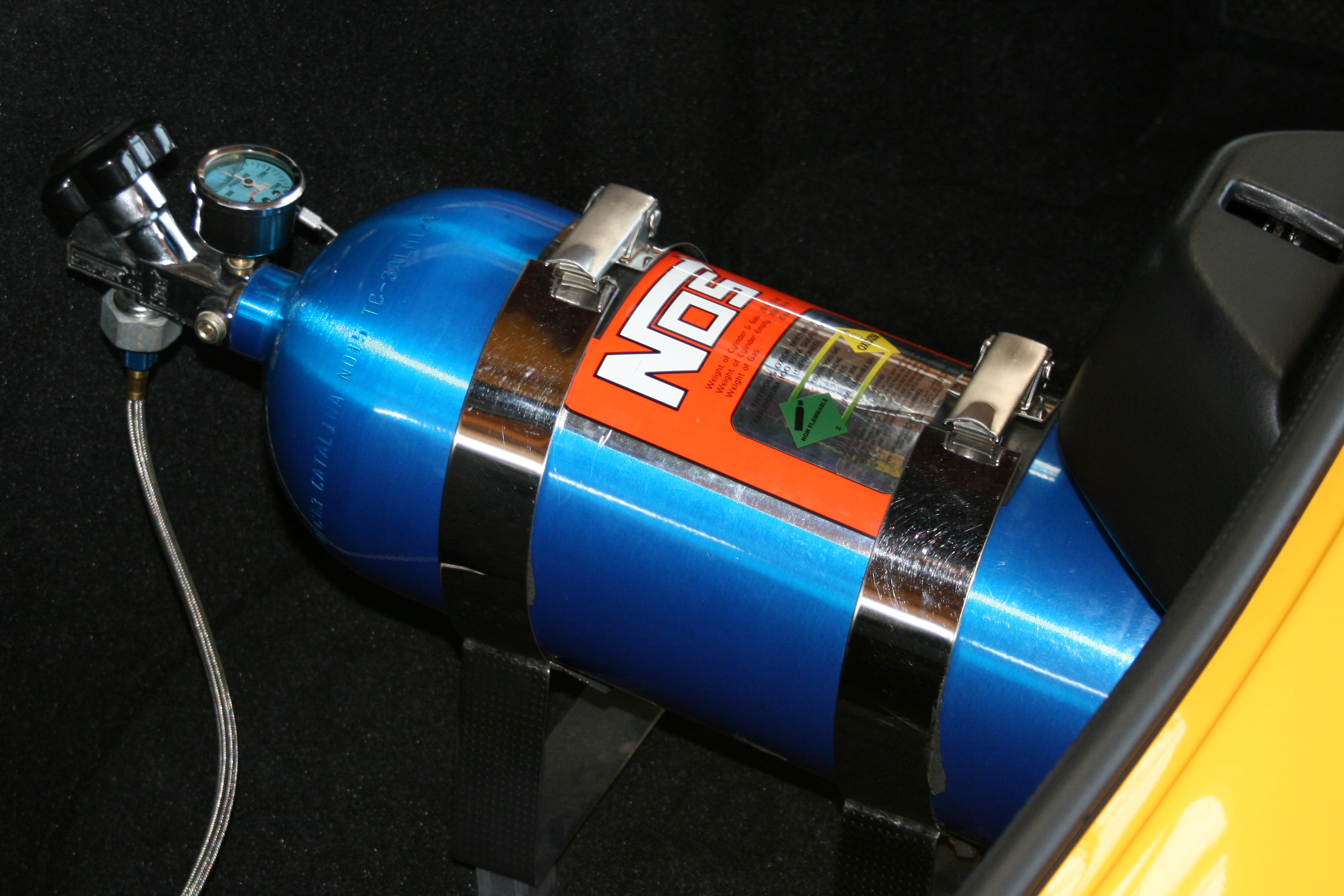
Eine Lachgas-Druckflasche des Herstellers Nitrous Oxide Systems, wie sie in Pkw verwendet werden könnte.

Lachgaseinspritzung ist eine Methode zur Leistungssteigerung von Verbrennungsmotoren mit Hilfe des Sauerstoffträgers Distickstoffmonoxid (Lachgas).

## Geschichte
Die Lachgaseinspritzung zur Leistungssteigerung von Verbrennungsmotoren wurde bereits vom Physikochemiker Walther Nernst um 1900 an seinem Privatauto untersucht. Auf beiden Seiten des Zweiten Weltkriegs wurde Lachgas-Einspritzung genutzt, um die Höhenleistung von Flugmotoren zu steigern (siehe GM-1).
Die Technik wurde dabei sowohl bei Benzin-Direkteinspritzermotoren als auch bei Dieselmotoren angewendet. Ursprünglich wurde druckverflüssigtes Lachgas in den Ansaugtrakt des Laders gespritzt, später wurde kälteverflüssigtes Lachgas verwendet, da man dafür keine schweren Druckbehälter benötigte. Neben der sauerstoff-liefernden Wirkung hatte die Ladeluftkühlung ebenfalls einen nennenswerten Anteil an der Leistungssteigerung.

## Technik
Für die Leistungssteigerung eines Motors bei gleicher Drehzahl sind u. a. mehr Sauerstoff und mehr Brennstoff notwendig. Während die Versorgung des Motors mit Brennstoff in der Regel weniger Probleme macht, da Kraftstoffpumpen relativ viel Treibstoff pro Sekunde liefern können, ist die zusätzliche Zufuhr von Sauerstoff mit einem höheren technischen Aufwand verbunden. Gängige Lösungen im Automobilbereich dafür sind Motoraufladungen wie z. B. Turbolader, Kompressoren: Diese verdichten die vom Motor benötigte Luft vor der Ansaugung, was zu einem erhöhten Ladedruck und somit mehr Sauerstoff-Molekülen im gleichen Volumen führt. Dagegen bringt die Einspritzung von Lachgas (N2O) zusätzlich zur Raumluft direkt mehr Sauerstoff in die Brennkammer. Durch den chemischen Ansatz erfordert der Umbau im Vergleich nur wenige mechanische Bauteile, die zudem nicht ggf. ölgeschmiert, gekühlt oder regelmäßig und kostspielig ersetzt werden müssen. Der große Vorteil der Leistungssteigerung mittels Lachgas ist die hohe Leistungsausbeute zu vergleichsweise geringen Kosten, besonders für Beschleunigungs- und Sprintrennen. Für Rundkursrennen ist ein Lachgassystem somit weniger geeignet.
Lachgas zerfällt ab ca. 600 °C in die Elemente Stickstoff und Sauerstoff. Bei den hohen Temperaturen der Brennkammer kann so mehr Sauerstoff im Gasvolumen für die Verbrennung zur Verfügung gestellt werden, was zusammen mit einer Erhöhung der Brennstoffmenge zu einer höheren Leistung führt.
Das optimale Verhältnis von Lachgas zu Benzin ist mit 9,65-zu-1-Massenanteile sehr ungleich.  Das Verhältnis ist dabei abhängig von der Art des Brennstoffes (Benzin, Kerosin, Heizeröl, Ethanol, Methan, Biogas, LNG, Propan, Holzgas).
Die zugrunde liegende exotherme Reaktionsgleichung lautet: {\displaystyle \mathrm {3\ C_{8}H_{18}+25\ O_{2}+25\ N_{2}O\rightarrow 24\ CO_{2}+27\ H_{2}O+25\ N_{2}\!} }
Der Reaktionsgleichung liegen zwei chemische Reaktionen zugrunde: einerseits die Spaltung des Lachgases zu Stickstoff und Sauerstoff; andererseits die Verbrennung des n-Oktans mit Sauerstoff. Beide Reaktionen verlaufen exotherm.
Lachgas hat einen Atmosphärendruck von 101,325 kPa und die Siedetemperatur −88,48 °C. Deshalb sinkt die Ansauglufttemperatur um etwa 20 °C. Das ist eine essentielle Eigenschaft der Lachgaseinspritzung, weil durch diesen gekühlten Gasstrom (im Gegensatz zu Nitromethan- oder reiner Sauerstoff-Einspritzung) die thermische Belastung des Motors reduziert wird. Durch diese Abkühlung wird ebenfalls die Menge der Brennstoff- und Sauerstoffmoleküle pro Volumen deutlich gesteigert, da kühle Gase bei gleichem Druck und Volumen mehr Moleküle beinhalten. So steht eine höhere Energiemenge pro Volumen zur Verfügung und die Leistung des Motors kann um bis zu 55 % und, bei entsprechenden (starken) Veränderungen, sogar um mehrere 100 % gesteigert werden kann.

## Grundlegende Varianten der Lachgaseinspritzung
„Dry System“ (trockenes System)
Hierbei wird nur Lachgas eingespritzt; der erforderliche zusätzliche Kraftstoff muss von der Kraftstoffeinspritzanlage bzw. von dem/den Vergaser(n) des Motors geliefert werden. Diese Variante ist unsicherer als die anderen, da kein einheitliches Gemisch für jeden Zylinder entsteht und die maximale Leistungsfähigkeit von serienmäßigen Einspritzdüsen / Vergasern schnell erreicht ist. Von diesem Punkt an reicht der Kraftstoff nicht mehr für das zugeführte Lachgas, der Motor magert ab: Er bekommt zu wenig Kraftstoff und zu viel Sauerstoff, wodurch eine sogenannte klopfende Verbrennung entstehen kann, die wiederum Schäden am Motor verursachen kann (abgebrannte Zündkerzen, Ventile, Kolben).
„Wet System“ (nasses System)
Hierbei wird Lachgas zusammen mit Benzin über eine oder mehrere Mischdüsen, die Bestandteil des Systems sind, eingespritzt. Der Vorteil besteht darin, dass ein fertiges Gemisch eingespritzt wird und alle Zylinder das gleiche Mischungsverhältnis haben. Auch die maximale Durchlassmenge ist bei solchen Düsen weit höher, d. h. man kann mehr Kraftstoff einspritzen. Moderne Mischdüsen liegen bei einem Durchlass für max. ca. 20 PS (15 kW) pro Düse. Spezielle Düsen entwickeln ein Potential von bis zu 40 PS (30 kW) pro Düse.
Beide Systeme können grundsätzlich über eine Einspritzdüse für den ganzen Motor oder über mindestens eine Einspritzdüse pro Zylinder betrieben werden. Letztere Variante wird als Direct Port System bezeichnet. Da eine Einspritzdüse max. 20 PS (15 kW) Mehrleistung erbringen kann, sind bei einem Achtzylindermotor dann theoretisch bis zu 160 PS (120 kW) Mehrleistung möglich. Diese Systeme sind aber manchmal auch dann erforderlich, wenn eine relativ geringe Leistung angestrebt wird, beispielsweise bei offenen Einzeldrosselklappenanlagen.

## Risiken
- Ein hochkomprimierter Motor mit frühem Zündzeitpunkt neigt bei Lachgaseinspritzung zu Überhitzung und Klopfen, was zu Motorschäden führen kann. Gerade bei diesen Motoren muss ein Brennstoff höherer Oktanzahl benutzt werden, um die Klopfanfälligkeit zu reduzieren.

- Bei jeder Leistungssteigerung steigen die mechanischen Belastungen im Motor; bei Lachgaseinspritzung erhöht sich der Zylinderdruck, was Kolben, Pleuel und andere Bauteile mechanisch gefährden kann.

- Lachgas gilt als brandfördernd, siehe Glimmspanprobe.

Neben der Lachgas-Einspritzung gibt es auch die Nitro-Einspritzung, bei der zusätzlich noch Nitromethan eingespritzt wird. Dadurch fällt die Leistungsausbeute zwar noch höher aus, was aber wiederum den Motor thermisch und mechanisch stärker beansprucht. Zudem ist Nitromethan teurer. Ebenso denkbar ist die Einspritzung von fast reinem Sauerstoff ({\displaystyle O_{2}}), welche zu noch höherer Leistung, aber noch stärkeren Überhitzungs- und Klopfproblemen führt.

## Betriebsdauer und Betriebskosten
Als Faustformel gilt: eine 8-lb(=Pfund)-Flasche kann eine 100-PS-Mehrleistung für 10 Sekunden etwa 6–8 Mal bereitstellen.
Der Kraftstoffverbrauch steigt während der Benutzung ebenfalls an, was wegen der relativ kurzen Einsatzdauer nicht sonderlich ins Gewicht fällt.
Ein Lachgaskit kostet etwa mindestens 350 € für Dry-Systeme und mindestens 1000 € für Wet-Systeme. Passende Flaschen gibt es ab 200 €, Nachfüllungen der Flaschen kosten 5 bis 8 Euro pro Pfund.

## Betriebserlaubnis in Deutschland
Lachgaskits sind in Deutschland grundsätzlich nicht im Straßenverkehr zulässig, eine Betriebserlaubnis mit Lachgas-Kit ist grundsätzlich ausgeschlossen. Sondergenehmigungen sind selten und nur mit hohem Aufwand realisierbar.
Eine Genehmigung für den Betrieb (außerhalb des Straßenverkehrs) kann nur durch zugelassene Prüfer erteilt werden. Die wesentliche Einschränkung liegt hier, ähnlich wie bei Turbo- oder Kompressorumbauten, in der maximalen Motorleistung, die häufig durch bestimmte sicherheitsrelevante Bauteile wie z. B. die Bremsanlage, die deutlich stärker als der Motor sein muss, letztendlich aber durch die Karosseriebelastbarkeit, beschränkt wird. Somit wird die maximal mögliche Mehrleistung oft weit unterschritten.
Die Flaschen (Druckbehälter), egal ob diese deutschen oder amerikanischen Ursprungs sind, müssen einer regelmäßigen Prüfung, die den rechtlichen Anforderungen genügt, unterzogen werden.
Der letzte Anbieter für Lachgaskits mit allgemeiner Betriebserlaubnis war NOS1. Andere Systeme, z. B. von NOS, Nitrous Express (NX), ZEX oder Venom sind ebenfalls eintragungsfähig, haben jedoch keine ABE und müssen nach anderen Verfahren geprüft und genehmigt werden. Die Flaschen dieser US-Systeme sind in der Regel D.O.T. geprüft. Diese Form der Prüfung wird vom deutschen TÜV akzeptiert, was Grundvoraussetzung für eine erfolgreiche Abnahme ist.

## Legalität von Lachgas
Wegen des zunehmenden Missbrauchs von Lachgas als Partydroge, ist Lachgas u. a. in Großbritannien verboten. Einige Experten fordern ein Verbot bzw. einen besser kontrollierten Verkauf in Deutschland. Es ist somit – Stand: November 2024 – als „Legal High“ unter anderem als Kapsel zum Sahneaufschäumen käuflich. Die Benutzung von Lachgas als Droge kann Übelkeit, Kopfschmerzen, Herzrhythmusstörungen oder zum Tod durch Atemlähmung führen. Die Risiken überwiegen, weshalb selbst im kontrolliert-medizinischen Setting und in der Anästhesie die Lachgassedierung keine Verwendung mehr findet.